# Pitkäsaari (ö i Finland, Södra Karelen, Imatra, lat 61,52, long 29,44)
Pitkäsaari är en ö i Finland. Den ligger i sjön Simpelejärvi och i kommunen Parikkala i den ekonomiska regionen  Imatra ekonomiska region  och landskapet Södra Karelen, i den sydöstra delen av landet, 280 km nordost om huvudstaden Helsingfors. Öns area är 92,6 hektar och dess största längd är 2,4 kilometer i nord-sydlig riktning.